# Juan Paz de Vallecillo
Juan Paz de Vallecillo (Castilla, 1568 — 1654, Madrid, España) fue un funcionario del Estado español, juez y virrey de la Nueva España, ocupando este cargo desde marzo hasta septiembre de 1621. Es conocido por sus inspecciones administrativas, en particular en Nueva Galicia, así como por su contribución al sistema judicial y administrativo de las colonias españolas.

## Primeros años y comienzo de su carrera
Juan Paz de Vallecillo nació en 1568 en Castilla, en el seno de una familia noble española. Recibió una educación en Derecho en la Universidad de Salamanca, lo que le preparó para una carrera en el servicio público. Su padre, don Rodrigo de Vallecillo, sirvió en la corte del rey Felipe II, lo que le proporcionó a Juan acceso a los círculos más altos de la sociedad y aceleró su ascenso profesional.
En 1596, Juan Paz de Vallecillo fue nombrado juez en Guadalajara, cargo que desempeñó hasta 1608. Durante este tiempo, adquirió una considerable experiencia en cuestiones de justicia y administración. En 1608, fue promovido a fiscal en asuntos criminales en México, y en 1615 se convirtió en juez en la audiencia de México, donde permaneció hasta su retiro en 1626.

## Inspección de Nueva Galicia
Uno de los logros más importantes de Vallecillo fue su inspección de Nueva Galicia, una región en el actual México. Los resultados de su trabajo se presentaron en un informe de 853 páginas, excluyendo algunos casos judiciales. En sus cartas al rey, Juan subrayaba la importancia de sus investigaciones para la Corona. Los documentos principales de esta inspección se encuentran en el Archivo General de Indias en Guadalajara.
Vallecillo incluyó en su informe una descripción de los asentamientos españoles e indígenas, minas e infraestructuras que visitó durante su trabajo. Los documentos también incluyen copias de dos cartas dirigidas al rey, lo que añade un aspecto personal a su labor y permite formar un retrato más completo de este funcionario público.
A diferencia de algunos de sus predecesores, que realizaban inspecciones para obtener beneficios personales, Vallecillo perseguía objetivos más elevados. Su exploración de minas poco conocidas en la parte occidental de Nueva Galicia fue el primer intento de examinar detalladamente esa región. Se negó a trabajar con las minas ricas de Zacatecas, lo que hizo que su enfoque fuera único entre los funcionarios de su tiempo.
Al momento de la inspección, Vallecillo tenía 54 años y llevaba ya 26 años sirviendo a la Corona. Esta era su última oportunidad para llamar la atención y obtener un ascenso. Su trabajo se caracterizaba por una estricta adhesión a los principios de jerarquía y estructura patriarcal de la sociedad, reflejando los valores cristianos tradicionales de la época. Vallecillo trataba de mostrar misericordia y cuidado hacia sus subordinados, lo que fortalecía su reputación como un líder justo y benevolente.

## Nombramiento como virrey de la Nueva España
En 14 de marzo de 1621, Juan Paz de Vallecillo fue nombrado virrey de la Nueva España, en sustitución de Diego Fernández de Córdoba. Su nombramiento se produjo en un período de graves dificultades económicas y sociales en la colonia. La Nueva España sufría una recesión económica causada por la disminución de la producción de plata, especialmente en las minas de San Luis Potosí, lo que reducía significativamente los ingresos de la colonia.
Vallecillo tomó medidas para aumentar la producción de plata, atrayendo a expertos y reformando los procesos de gestión de las minas. Aunque sus esfuerzos empezaron a dar frutos, no pudo estabilizar completamente la situación en tan poco tiempo.

### Políticas y reformas
El virrey también se centró en reforzar la defensa de la costa de la Nueva España contra los piratas, que operaban activamente en el mar Caribe. Aumentó el número de patrullas militares y mejoró la defensa de las fortalezas costeras. Aunque tuvo éxito en reducir los ataques piratas, la amenaza persistió.
Otra tarea importante de Paz de Vallecillo fue mejorar las relaciones con los pueblos indígenas. Buscó integrar a los indígenas en la sociedad colonial, ofreciéndoles ciertos privilegios a cambio de lealtad a la Corona española. Sin embargo, su política encontró resistencia por parte de la aristocracia española, que no estaba dispuesta a ceder su control sobre la mano de obra indígena.

### Final del mandato y renuncia
A pesar de algunos éxitos en la resolución de los problemas de la colonia, el mandato de Paz de Vallecillo como virrey terminó en septiembre de 1621. La principal causa de su destitución fueron las intrigas políticas en la corte de Madrid, donde la influencia de los favoritos del rey Felipe IV jugaba un papel decisivo en las decisiones de personal. Su breve permanencia en el cargo no le permitió implementar todas las reformas que había planeado.
Después de su destitución, Juan Paz de Vallecillo regresó a España. Continuó sirviendo a la Corona en cargos menos relevantes hasta su retiro en 1626. En sus últimos años, se dedicó a los asuntos de su familia y se retiró de la vida política activa.

## Vida personal
Juan Paz de Vallecillo dejó un importante legado como uno de los destacados funcionarios de la administración colonial española. Sus informes administrativos y su correspondencia con el rey juegan un papel clave en la comprensión de la historia de la administración colonial en la Nueva España. Falleció en 1654 en Madrid, dejando una reputación de servidor leal a la Corona y reformador.